# Atividade Paranormal 3
Paranormal Activity 3 (no Brasil e em Portugal: Atividade Paranormal 3) é um filme de terror estadunidense de 2011, dirigido por Henry Joost e Ariel Schulman e escrito por Christopher B. Landon. O filme foi lançado em 20 de outubro de 2011, em Portugal e dia 21 nos Estados Unidos e no Brasil. Porém, a primeira sala de cinema que o recebeu foi no Festival do Rio, no dia 14 de outubro de 2011.

## Sinopse
Em 1988, as jovens irmãs Katie e Kristi ficam amigas de uma entidade invisível que mora na casa delas, causando o aparecimento de presenças demoníacas ao seu redor.

## Elenco
- Lauren Bittner como Julie
- Chris Smith como Dennis
- Chloe Csengery como Katie
- Jessica Tyler Brown como Kristi
- Hallie Foote como Lois
- Dustin Ingram como Randy
- Johanna Braddy como Lisa
- Katie Featherston como Katie (adulta)
- Sprague Grayden como Kristi (adulta)
- Brian Boland como Daniel